# محمد جاودان
محمد جاودان یک بازیکن فوتبال ایرانی است. جاودان از پایه‌گذاران تیم فوتبال استقلال محسوب می‌شود و نخستین کاپیتان تاریخ این باشگاه نیز می‌باشد. وی در زمان بازیگری در پست مهاجم به میدان می‌رفت.

## دوران حرفه‌ای
جاودان پیش از بازی در دوچرخه‌سواران بازیکن و سرپرست تیم نادر بود. در ۱۳۲۴ وی به همراهی چند فوتبالیست دیگر از جمله پرویز عمواوغلی و علی دانایی‌فرد تیم فوتبال دوچرخه سواران را پای‌گذاری کرد و به عنوان نخستین کاپیتان این باشگاه نیز شناخته می‌شود.

### گلزنی در فینال
جاودان اولین بازیکنی است که در یک بازی فینال برای باشگاه استقلال گلزنی کرده است. جاودان در بازی فینال جام حذفی تهران در سال ۱۳۲۵ در مسابقه بین دوچرخه سواران و دارایی تک گل تیم دوچرخه سواران را به ثمر رسانده است. تیم دارایی در این بازی با نتیجه ۲ بر ۱ پیروز شد و عنوان قهرمانی را از آن خود کرد.

## افتخارات

### دوچرخه‌سواران
- جام حذفی فوتبال تهران: ۱۳۲۶